# Kasteel Meeuwen

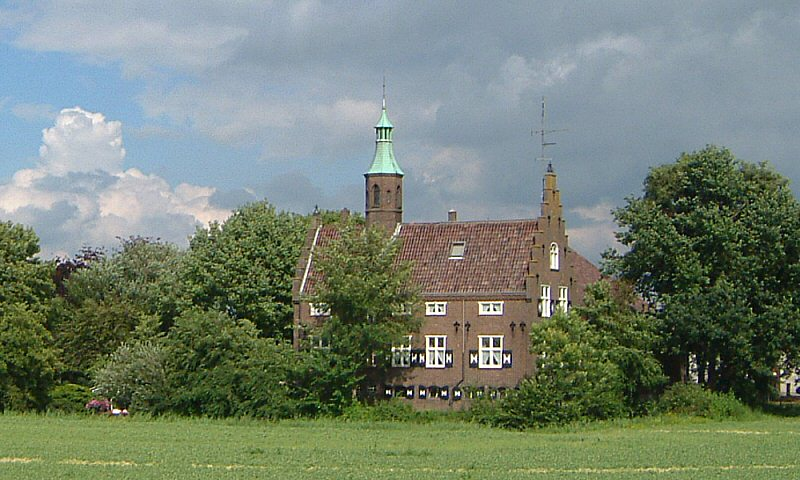
Kasteel Meeuwen, gezien vanaf de Meeuwensesteeg

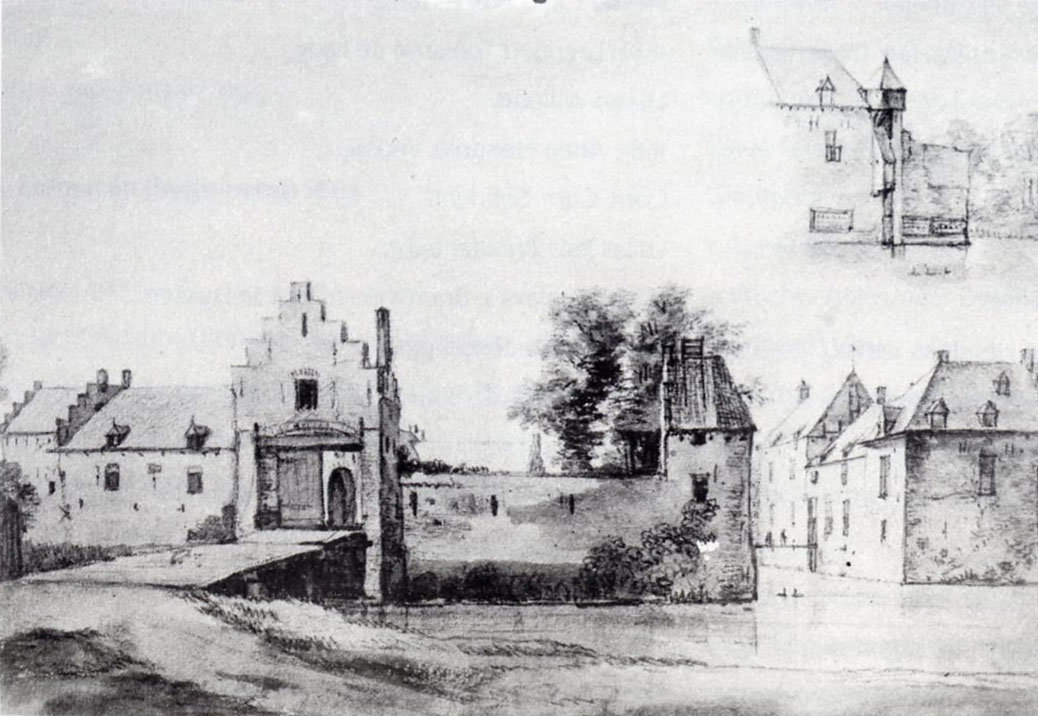
Huis te Meeuwen omstreeks de 17e eeuw

Kasteel Meeuwen is een gedeeltelijk 19e-eeuws en 20e-eeuws kasteel ten noorden van het plaatsje Meeuwen, in de Nederlandse provincie Noord-Brabant. Het is gelegen in het Land van Heusden en Altena.

## Geschiedenis
Kasteel Meeuwen werd omstreeks 1350 gebouwd door Jan van Drongelen. Diens vader, Willem van Drongelen, gehuwd met Hadewich van der Merwede, maakte aanspraak op de heerlijkheid Heusden. De toenmalige heer was Jan van Heusden. Deze stierf in 1333. Het was echter niet Willem van Drongelen, maar graaf Willem IV van Holland die deze heerlijkheid voor zich opeiste. Ter compensatie kreeg Jan van Drongelen de heerlijkheid Eethen en Meeuwen toebedeeld als leenman van de Graaf van Holland. Jan droeg in 1355 ook het kasteel op aan deze Graaf om het in leen terug te krijgen.
Vanaf 1435 was Dirk van der Merwede heer van Eethen en Meeuwen en in 1453 kwam zijn dochter, Odelie van der Merwede als erfvrouwe in bezit van de heerlijkheid. Odelie werd bijgestaan door haar zaakgelastigde Robert van Drongelen, die later eigenaar werd van het kasteel.
Uiteindelijk werd de heerlijkheid, samen met Babyloniënbroek, gekocht door Filips van Ranst (?-1479), die reeds heer was van Tielen en Gierle, van zijn zwager, Adriaan van Drongelen. Filips was namelijk getrouwd met Odilia van Drongelen.
Hun dochter, Cornelia van Ranst, erfde de heerlijkheden en deze trouwde in 1484 met Jan van Leefdael (?-1530), die de zoon was van Willem van Leefdael en Liesbeth Willemsdochter.
Hun zoon, Filips van Leefdael (?-1568), werd vervolgens heer van Tielen, Gierle, Waalwijk, Eethen en Meeuwen. Hij was in 1516 getrouwd met Anna van Gavere, die vrouwe was van Lieferinge.
Filips werd opgevolgd door Rogier van Leefdael (?-1599) als heer van Eethen, Meeuwen en Babyloniënbroek. Hij trouwde in 1564 met Johanna van Schoonhoven.
Hierna kwam de heerlijkheid aan Jacob van Leefdael (?-1640) die in 1616 was getrouwd met Agnes van Westerholt. Hun zoon was Rogier van Leefdael (1617-1699) die in 1644 trouwde met Hester van Leefdael.
In 1692 werd het kasteel verkocht aan Diederik van Hemert, die burgemeester was van Heusden. Hierna kwam het aan zijn zoon Johan Maurits van Hemert, die burgemeester was van Gorinchem. Later kwam het kasteel aan Johans zus, Anna van Hemert, en deze was getrouwd met Abraham van Bleijswijck. In 1754 kwam het kasteel aan hun zoon, Diederik van Bleijswijck, en vervolgens aan Abraham van Bleiswijck, gehuwd met Cecilia Hagoort.
Hun dochters verkochten het kasteel in 1832 aan Gerrit Vermeulen uit Waspik. Zijn schoonzoon, Hendrik Willem Bosch, kocht het kasteel en liet het slopen, om er het nieuw gebouw voor in de plaats te zetten. Het huidige kasteelachtige gebouw is gebouwd na een brand in 1936.

## Het gebouw
Het oorspronkelijke kasteel moet een groot complex geweest zijn. Het bestond uit een hoofdburcht, die op een omgracht eiland was gelegen, en een voorburcht.
Het huidige kasteel is een in de jaren dertig in een historiserende stijl gebouwd kasteeltje met een torentje en trapgevels, dat nog enkele muurresten van de voorburcht bevat. Ook de gracht om de voormalige hoofdburcht is nog gedeeltelijk aanwezig.